# Miltochrista pulchra
Miltochrista pulchra là một loài bướm đêm thuộc phân họ Arctiinae, họ Erebidae.